# Dalyita
La dalyita és un mineral de la classe dels silicats que pertany i dona nom al grup de la dalyita. Va ser anomenada en honor de Reginald Aldworth Daly (1871-1957) professor de la Universitat Harvard i petròleg igni.

## Característiques
La dalyita és un silicat de fórmula química K₂ZrSi₆O₁₅. Cristal·litza en el sistema triclínic. Els seus cristalls són curts i prismàtics, de fins a 0,5 mm, dominats per {101} i pinacoidals paral·lels a [001]. La seva duresa a l'escala de Mohs és 7,5.
Segons la classificació de Nickel-Strunz, la dalyita pertany a «09.EA: Fil·losilicats, amb xarxes senzilles de tetraedres amb 4-, 5-, (6-), i 8-enllaços» juntament amb els següents minerals: cuprorivaïta, gil·lespita, effenbergerita, wesselsita, ekanita, apofil·lita-(KF), apofil·lita-(KOH), apofil·lita-(NaF), magadiïta, davanita, sazhinita-(Ce), sazhinita-(La), okenita, nekoïta, cavansita, pentagonita, penkvilksita, tumchaïta, nabesita, ajoïta, zeravshanita, bussyita-(Ce) i plumbofil·lita.

## Formació i jaciments
La dalyita és un mineral accessori rar que es troba en blocs de granit alcalins expulsats per volcans en tufs traquítics i basàltics, en sienita o en lamproïta. Va ser descoberta a Green Mountain, a l'illa de l'Ascensió (Santa Helena). També estat descrita a altres indrets de l'illa de l'Ascensió, l'Antàrtida, el Canadà, Espanya i els Estats Units, Namíbia, Noruega, Portugal, Romania i Rússia.